# Livoneca lazzari
Livoneca lazzari är en kräftdjursart som först beskrevs av Arthur Sperry Pearse 1921.  Livoneca lazzari ingår i släktet Livoneca och familjen Cymothoidae. Inga underarter finns listade i Catalogue of Life.